# Rhizoprionodon longurio
Rhizoprionodon longurio és una espècie de peix de la família dels carcarínids i de l'ordre dels carcariniformes.

## Morfologia
Els mascles poden assolir els 110 cm de longitud total.

## Distribució geogràfica
Es troba des del sud de Califòrnia fins al Perú.